# Gene Orloff
Eugene Orloff (en russe : Джин Орлов), connu sous le nom de Gene Orloff, né le 14 juin 1921 (6 juin 1921 selon le calendrier russe) et mort le 23 mars 2009 à Closter (New-Jersey), est un violoniste, arrangeur et compositeur américain.

## Biographie
Membre de l'orchestre de Neal Hefti, il est connu pour avoir été un des principaux violonistes de nombreux artistes dont Aretha Franklin, Curley Russell, Shelly Manne,  Flip Phillips, Charlie Parker, Nat King Cole ou Woody Herman. 

## Discographie
- 1947 : The Jazz Scene (Verve Records, 1949)
- 1949 : Mule Train/My Baby Just Cares for Me – Woody Herman avec Nat King Cole Trio/The Muleskinners (Capitol)
- 1955 : Ballads – Ben Webster
- 1955 : That Old Feeling - Al Cohn
- 1956 : The Hawk in Hi-Fi – Coleman Hawkins
- 1957 : Stormy Weather – Lena Horne
- 1958 : An Image: Lee Konitz with Strings - Lee Konitz
- 1958 : Jump for Joy – Cannonball Adderley
- 1959 : Late Date with Ruth Brown – Ruth Brown
- 1959 : Jamal at the Penthouse – Ahmad Jamal
- 1963 : The Body and the Soul – Freddie Hubbard
- 1963 : Fusion! Wes Montgomery with Strings – Wes Montgomery
- 1963 : Pretty Blue – Wes Montgomery
- 1963 : The Alternative Wes Montgomery – Wes Montgomery
- 1965 : Bumpin' – Wes Montgomery
- 1965 : Sarah Vaughan Sings the Mancini Songbook – Sarah Vaughan
- 1965 : The In Instrumentals – Kai Winding
- 1965 : Viva! Vaughan – Sarah Vaughan
- 1966 : Tequila – Wes Montgomery
- 1966 : The Dissection and Reconstruction of Music from the Past as Performed by the Inmates of Lalo Schifrin's Demented Ensemble as a Tribute to the Memory of the Marquis De Sade – Lalo Schifrin
- 1967 : The Beat Goes On – Herbie Mann
- 1967 : Wave – Antônio Carlos Jobim
- 1967 : A Day in the Life – Wes Montgomery
- 1967 : Aretha Arrives – Aretha Franklin
- 1968 : Child Is Father to the Man – Blood, Sweat & Tears
- 1968 : Bigger & Better -  David Newman
- 1968 : Down Here on the Ground – Wes Montgomery
- 1968 : Left & Right – Rahsaan Roland Kirk
- 1968 : Once Upon a Dream – The Rascals
- 1968 : Silver Cycles – Eddie Harris
- 1968 : Windmills of My Mind – Grady Tate
- 1969 : I've Gotta Be Me – Tony Bennett
- 1969 : The Many Facets of David Newman - David Newman
- 1969 : Daddy Bug & Friends – Roy Ayers
- 1969 : Mr. Blues Plays Lady Soul - Hank Crawford
- 1969 : Dusty in Memphis – Dusty Springfield
- 1969 : First Take – Roberta Flack
- 1969 : Round Trip – Phil Woods
- 1969 : Who Really Cares – Janis Ian
- 1969 : After the Long Ride Home – Grady Tate
- 1970 : Stone Flute – Herbie Mann
- 1970 : MCMLXX - Ray Bryant
- 1970 : What a Wonderful World – Louis Armstrong
- 1971 : First Light – Freddie Hubbard
- 1971 : Gilberto with Turrentine – Astrud Gilberto and Stanley Turrentine
- 1971 : Nature's Baby – Lena Horne
- 1971 : Salt Song – Stanley Turrentine
- 1971 : Sing Me a Song of Songmy – Freddie Hubbard
- 1971 : Wild Horses Rock Steady – Johnny "Hammond" Smith
- 1972 : Prelude – Eumir Deodato
- 1972 : Breeding of Mind – O'Donel Levy (en)
- 1972 : Sunflower – Milt Jackson
- 1972 : Young, Gifted and Black – Aretha Franklin
- 1972 : All the King's Horses – Grover Washington, Jr.
- 1973 : Turtle Bay - Herbie Mann
- 1973 : Bette Midler – Bette Midler
- 1974 : One – Bob James
- 1974 : Walking Man – James Taylor
- 1975 : Taking Off – David Sanborn
- 1975 : Judith – Judy Collins
- 1976 : Surprises - Herbie Mann (Atlantic)
- 1976 : Dee Dee Bridgewater - Dee Dee Bridgewater (Atlantic)
- 1976 : The Man with the Sad Face - Stanley Turrentine (Fantasy)
- 1977 : Concrete Jungle – David Newman (Prestige)
- 1977 : More Stuff – Stuff
- 1978 : C'est chic – Chic
- 1979 : Spy – Carly Simon
- 1979 : I Love to Dance – Kleeer
- 1979 : Thighs and Whispers –  Bette Midler
- 1981 : What Cha' Gonna Do for Me – Chaka Khan
- 1987 : A Sound Investment – Flip Phillips et Scott Hamilton
- 1995 : Real Time – Richard Tee
- 1995 : Tonin' – The Manhattan Transfer
- 2001 : King of the Beat – Bernard Purdie